# Gregorian Bivolaru
Gregorian Bivolaru (* 1952) je rumunský náboženský vůdce a zakladatel tantrického hnutí MISA, nyní Atman. Jeho hnutí má sektářský charakter a sám Bivolaru byl vězněn nebo je stíhán v několika evropských zemích.
S jeho dětstvím jsou spojeny různé mimořádné sny, od nichž odvozoval svou náboženskou zkušenost. Zajímal se o východní nauky a filosofie. Roku 1978 se stal stoupencem Transcendentální meditace. Spolu s dalšími členy rumunského společenství Transcendentální meditace byl od roku 1982 registrován rumunskou službou státní bezpečnosti a pronásledován. Jógu nadále vyučoval v ilegalitě a z jeho studentů pak vzešlo několik vůdčích osobností, kteří hnutí převzali po Bivolaruově zatčení roku 1984. Později, roku 1989, byl internován i v psychiatrickém ústavu spolu i s několika svými žáky.
Po nástupu demokratického režimu v Rumunsku Bivolaru založil neziskové sdružení „Hnutí pro duchovní integraci do Absolutna“ (MISA). To se rozšířilo i do České republiky ,kde se k hnutí MISA hlásila Duchovní škola Rezonance. Působení hnutí MISA v několika evropských zemích včetně Česka je pak spojováno se sexbyznysem.

## Trestní stíhání
Tlak na hnutí MISA souvisel s podezřením na zneužívání členů společenství. Sledování pokračovalo po roce 2000 a v březnu 2004 policie podnikla zátah na jóginy v Bukurešti; média prezentovala tuto akci jako největší zátah na obchodníky s drogami a lidmi. Bivolaru byl obviněn ze sexuálního styku s nezletilou a před zatčením uprchl do Švédska. Tam byl sice zpočátku zadržen, ale nebyl vydán k trestnímu stíhání do Rumunska. Na základě obavy, že stíhaný by nestál před spravedlivým soudem, byl Bivolaruovi na konci roku 2006 udělen politický azyl.
V odkazovaných článcích portálu Náboženský infoservis je dokumentováno trestní stíhání i podpora Bivolarua ze strany jeho příznivců i významných osobností.
Soudy však pokračovaly a Bivolaru byl odsouzen za sex s nezletilou na šest let, který si odpykával ve francouzském a rumunském vězení. Po jeho podmínečném propuštění se skrýval, avšak po čase po něm vyhlásil pátrání Interpol na základě žádostí z Finska a Francie.
Dne 28. 11. 2023 byl zadržen v Paříži v souvislosti s obviněními ze sexuálních trestných činů (obchodování s lidmi, únos, znásilnění) na pozadí původně náboženských praktik, tantry a dalších aktivit, prezentovaných jako náboženská praxe. Spolu s ním bylo zadrženo dalších 40 lidí z mezinárodní federace jógy a meditace Atman. Náboženský infoservis rovněž upozornil na stíhání ve věci trestného činu zneužití slabosti, což je specifikum francouzského trestního práva.